# ماساتو توکیدا
ماساتو توکیدا (انگلیسی: Masato Tokida؛ زادهٔ ۲۷ نوامبر ۱۹۹۷) بازیکن فوتبال اهل ژاپن است.